# Sardor Rashidov
Sardor Rashidov Ikhtiyorovitch (ouzbek : Сардор Рашидов Ихтиёрович), né le 14 juin 1991 à Djizak (Ouzbékistan), est un footballeur international ouzbek qui évolue comme attaquant ou milieu offensif au Pakhtakor Tachkent.

## Biographie

### En club
Rashidov débute au Sogdiana Jizzakh avant de rejoindre l'un des clubs phare du pays, le FC Bunyodkor en 2009. Il attend le 20 septembre 2013 pour inscrire son premier but chez les professionnels à l'occasion d'une victoire 5-0 contre le Navbahor Namangan en O'zbekiston Superligasi. C'est la saison 2014 qui le révèle définitivement avec dix réalisations en championnat. Un an plus tard, Rashidov signe au club qatari du El Jaish SC.
Au Qatar, il atteint les demi-finales de la Ligue des champions d'Asie en 2016. Rashidov est à son aise en Qatar Stars League où il marque à vingt-trois reprises durant ses deux saisons.
Son meilleur exercice avec El Jaish est le championnat du Qatar lors de la saison 2016-2017 où il marque quatorze buts.
En juillet 2017, Rashidov rejoint librement Al-Jazira. Son passage au club est relativement décevant car il n'arrive pas à s'imposer et ne marque que deux buts, inscrits en Coupe nationale. Début 2018, Rashidov retrouve son pays en s'engageant avec le Lokomotiv Tachkent. Ce retour aux sources s'avère payant puisqu'il inscrit onze buts en une trentaine matchs.
Le 16 janvier 2019, il s'engage en faveur du CD Nacional. Un mois plus tard, il s'offre un triplé contre le CD Feirense durant une victoire 4-0 qui ouvre son compteur but en Liga NOS. Rashidov finit la saison en ayant joué sept matchs pour trois buts.
Le 29 juillet 2019, Rashidov signe au Qatar SC.

### En équipe nationale
Il joue son premier match en équipe d'Ouzbékistan le 15 octobre 2013, contre le Viêt Nam. Il inscrit à cette occasion son premier but en sélection. Il récidive ensuite un mois plus tard, contre cette même équipe.
Le 18 janvier 2015, il inscrit un doublé contre l'Arabie saoudite. Par la suite, le 8 septembre 2015, il inscrit un nouveau doublé, contre les Philippines.

## Palmarès
- Champion d'Ouzbékistan en 2010 et 2013 avec le FC Bunyodkor
- Vainqueur de la Coupe d'Ouzbékistan en 2013 avec le FC Bunyodkor
- Vainqueur de la Supercoupe d'Ouzbékistan en 2014 avec le FC Bunyodkor
- Vainqueur de la Coupe Crown Prince de Qatar en 2016 avec l'El Jaish SC